# 장혜영
장혜영(張惠英, 1987년 4월 8일~)은 대한민국의 영화감독, 싱어송라이터, 작가, 유튜버, 여성인권운동가, 페미니스트, 정치인이다.
2016년부터 '생각많은 둘째언니' 유튜브 채널을 운영하였다. 2017년 발달장애인 동생의 탈시설을 지원하였으며 2018년에 그 과정을 기록한 다큐멘터리 영화 《어른이 되면》을 제작하였다. 시설거주 장애인의 탈시설을 주장하며 장애인 인권운동가로 활동하였다.
2019년 정의당에 미래정치특별위원회 위원장으로 입당하였다. 2020년 21대 총선에서 정의당 비례대표 2번으로 출마해 제21대 국회의원에 당선되었다. 현 정의당 혁신위원회 위원장이다.

## 생애
세 딸을 힘들게 키우신 아버지께 효도하는 마음으로 대학을 가기로 했고, 수능 세 달 남기고 쿨하게 수리를 버리고 수능 1511111 등급을 맞고 최저를 맞춰 실업계 특별전형을 통해 연세대학교 사회과학계열에 합격했다.. 2005년 당시 연세대, 고려대는 언수외탐 중 상위 2과목이 2등급 이내면 최저를 맞출 수 있었다. 이후 SKY 자퇴 사건으로 유명해졌다.

## 학력
- 한국애니메이션고등학교 영상연출과 졸업
- 연세대학교 신문방송학과 중퇴[5]

## 경력
- 2019~2020 재단법인 와글 사무국장
- 2019. 11.~2020. 5. 정의당 미래정치특별위원회 위원장
- 2020. 5.~2020. 8. 정의당 혁신위원회 위원장
- 2020. 9.~2021. 1. 정의당 원내수석부대표
- 2020. 9.~2021. 1. 정의당 원내대변인
- 2021. 3. 정의당 정책위원회 의장
- 2022. 5.  정의당 원내수석부대표
- 2024. 2.~2024. 4. 녹색정의당 원내수석부대표
- 2024. 4.~2024. 5. 정의당 원내대표 직무대행
- 2024. 10.~ 정의당 서울특별시당 마포구 지역위원회 위원장

### 의정 활동
- 2020. 5.~2024. 5. 제21대 국회의원 (비례대표, 정의당)
  - 2020. 6.~2022. 5. 제21대 국회 전반기 기획재정위원회 위원
  - 2021. 9.~2021. 9. 제21대 국회 대법관(오경미) 임명동의에 관한 인사청문특별위원회 위원
  - 2022. 7.~2024. 5. 제21대 국회 후반기 기획재정위원회 위원
  - 2022. 11.~2023. 1. 제21대 국회 용산 이태원 참사 진상규명과 재발방지를 위한 국정조사 특별위원회 위원
  - 2023. 2.~2024. 5. 제21대 국회 기후위기 특별위원회 위원
  - 2023. 6.~2024. 5. 제21대 국회 후반기 예산결산특별위원회 위원
  - 2023. 6.~2023. 7. 제21대 국회 대법관(권영준·서경환) 임명동의에 관한 인사청문특별위원회 위원

## 논란

### 김종철 성추행 사건
- 2021.01.15 저녁 시간 당무상 식사 자리를 하고 면담을 마친 후 나오는 길에 정의당 김종철 당 대표로부터 성추행당하였다. 정의당은 2021.01.25 오전 10시경 정의당 젠더인권본부장 배복주 부대표의 발표로 진행한 국회 기자 회견에서 자체 조사 결과 정의당 김종철 당 대표의 성추행을 인정하며 김종철 당 대표를 당 대표에서 직위 해제하였다고 발표하였다.[6]

## 저서
- 《모두 사랑하고 있습니까》, 새잎, 2012, ISBN 9788996573128
- 《어른이 되면》, 우드스톡, 2018, ISBN 9791196243265

## 음반 목록
- 《무사히 할머니가 될 수 있을까》(2018년)[7]

## 필모그래피
- 《어른이 되면》(2018년) : 제작, 감독, 각본, 주연, 촬영, 음악

## 수상
- 한국YWCA연합회 주최 제17회 한국여성지도자상 젊은여성지도자상(2019.04.16)
- 제21회 서울국제여성영화제 박남옥상(2019.08.26)
- 한국장애인단체총연맹 주최 제21회 한국장애인인권상 인권실천부문(2019.12.03)

## 역대 선거 결과
|  | 9.67% |

|  | 8.78% |

## 같이 보기
- 대한민국 제21대 국회의원 선거 정의당 후보 목록#비례대표